# Inchkeith fyr
Inchkeith fyr är en fyr på ön Inchkeith i Firth of Forth i Skottland.
Den första fyren på platsen byggdes år 1786 av ingenjör Thomas Smith. Den var försedd med en ny typ av oljelampa med reflektor som han själv hade konstruerat.
Den nuvarande fyren byggdes 1803 ovanpå en befästning som fransmännen hade byggt efter de hade intagit ön 1549. Den ritades av Thomas Smith och Robert Stevenson och hade fast sken. Fyrlyktan tändes första gången den 14 september 1804. År 1815 installerades en fyrapparat med sju linser som roterade runt fyrlyktan.

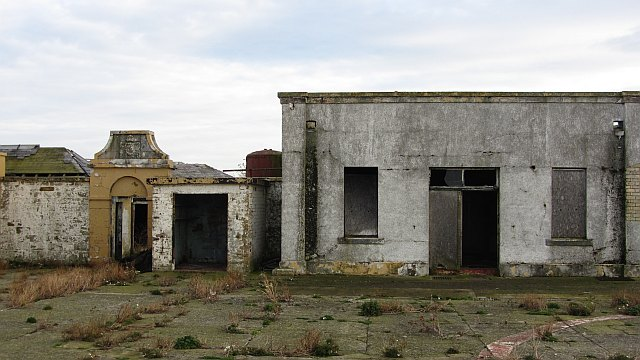
Resterna av den gamla fyren.

Fyrplatsen, som ligger i närheten av Edinburgh, användes som försöksstation av Northern Lighthouse Board och år 1835 lät 
ingenjör Alan Stevenson  installera en fyrapparat av fresneltyp med oljelampa, linser och böjda speglar. Den byttes ut mot en fyrapparat med fotogenlampa och åtta linser år 1889 och samma år installerades en tryckluftsdriven mistlur.
År 1985 försågs fyren med halogenlampor och 
elektrifierades. Elektriciteten kom från nickel-kadmiumackumulatorer som laddades automatiskt av en dieseldriven generator. De har senare ersatts med lysdioder som drivs av solpaneler.